# Doris Esselbach
Doris Esselbach (* 21. Oktober 1808 in Schleswig; † 19. November 1869 ebenda) war eine deutsche Gastronomin.

## Leben

### Familie
Doris Esselbach war die Tochter des Schleswiger Gastwirts Jeppe Sörensen Seest aus Seest bei Kolding, der 1805 ein Gasthaus in Schleswig erwarb, und dessen Ehefrau Magrethe Elisabeth (geb. Cornelius) aus Koldenbüttel; sie hatte noch sechs weitere Geschwister.
Sie heiratete 1831 den Altonaer Tapetenhändler Ferdinand Esselbach († 23. Januar 1840 in Schleswig); kurz nach der Hochzeit übergab ihr Vater die Leitung des Gasthauses und Hotels an seinen Schwiegersohn; gemeinsam hatten sie vier Kinder; zu diesen gehörte unter anderem der Physiker Ernst Esselbach.

### Unternehmerisches Wirken
Nach dem frühen Tod ihres Ehemannes durch die Gelbsucht übernahm sie die Leitung des Hotels Stadt Hamburg, das weit über die Grenzen hinaus bekannt war; ebenfalls führte sie die Tapetenhandlung ihres verstorbenen Mannes weiter. Sie beeindruckte durch Ideenreichtum, Geschäftstüchtigkeit und Durchsetzungsfähigkeit. Sie begrüßte im Hotel königliche Hoheiten, hohe Militärs und Politiker, sowohl preußische als auch dänische, hierbei duzte sie alle ihre Gäste und wurde von diesen auch nur als Tante Doris angesprochen. Unter anderem hielt sich auch Theodor Fontane in ihrem Haus auf, als dieser im Mai 1864 die Schauplätze des Deutsch-Dänischen Krieges besuchte und im Hotel ungezwungen mit Generalstabsoffizieren plauderte; einige Monate zuvor vorher hatte sich noch der dänische König Christian IX. dort aufgehalten.
Der Journalist Meïr Aron Goldschmidt erwähnt sie in seinen Memoiren als eine nette, kleine Frau, ein wenig rundlich. Sie ist eine bewundernswerte Gastgeberin, eine lebhafte und interessante Frau. Man spricht in der heutigen Zeit so oft von emanzipierten Frauenzimmern; hier trifft man auf eine wahrhaft in vernünftiger Weise emanzipierte Frau. Sie behauptet ihre Stellung im Leben durch den Willen und ihre Persönlichkeit.
Der Kriegsminister Friedrich Emil August von Schleswig-Holstein-Sonderburg-Augustenburg sagte über sie, Madame Esselbach sei der einzige Mann in der Stadt; in der Bevölkerung wurde über sie erzählt: Einen Landesvater hatte Schleswig-Holstein lange nicht. Aber eine Landesmutter, die Esselbache. Die ist mein Mann.
Auch in der Illustrierten Gartenlaube wird sie mehrfach erwähnt, so 1864: wer kennt nicht, wenn er jemals in Schleswig-Holstein gewesen ist, Doris Esselbach, die Wirtin zur „Stadt Hamburg“ in Schleswig? ... Alle Streiter für und gegen Schleswig-Holstein sind auf Stunden oder Tage in ihrem gastlichen Hause eingekehrt.
Sie ergriff neue Initiativen und gründete 1845 neben dem Hotel eine Posthalterei; wer mit einer Postkutsche reisen oder zusätzliche Transportmittel haben wollte, musste sich an sie wenden. Dazu kam noch der Ausbau des ersten Schleswiger Stadtverkehrs; 1844 schuf sie eine Sammelverbindung zwischen Schleswig-Altstadt und Friedrichsberg. 1848 erwarb sie das Grundstück nördlich des Hotels, das Lobedanzsche Grundstück. Im gleichen Jahr ging auch der Heespenhof, das heutige Amtsgericht Schleswig im Lollfuß, in ihren Besitz, sie vermietete es an die Stadtverwaltung Schleswig.
Sie bot ächtes Baierisches Bier vom Faß an und errichtete 1850 auf dem Grundstück der ehemaligen Gottorfer Ziegelei eine Brauerei im Bayrischen Wohnhausstil (heute: Flensburger Straße 6–8); das Bier aus ihrer Bairischen Bierbrauerei hob den Bierkonsum in ihrem Hotel.
In den Jahren von 1853 bis 1855 wurde das Schloss Gottorf zur Kaserne ausgebaut, daraufhin sanken die Übernachtungszahlen ihrer militärischen Gäste spürbar. Da es ihr wirtschaftlich deutlich schlechter ging, verkaufte sie 1860 die Brauerei an den Neumünsteraner Bierbrauer Christian Blöcker. Dieser hielt den Brauereibetrieb bis zu seinem Tode im Oktober 1912 aufrecht.
Sie wurde auf dem ehemaligen Michaelisfriedhof an der Seite ihres Mannes beigesetzt. Das Hotel und auch der Heespenhof gingen in den Besitz ihres unverheirateten Sohnes Louis Esselbach über; das Hotel wurde während des Ostseesturmhochwassers 1872 im Erdgeschoss überflutet.